# Coswig (Sachsen)
Coswig er en Kreisstadt, der ligger ved Elben, mellem Dresden og Meißen. Coswig er vokset helt sammen med byen Radebeul såvel som Dresden. Coswig ligger i elbedalen, og har jernbane, der betjenes af S-togslinjer fra Meißen og Dresden.
Der er et sygehus i byen.